# Wydział Leśny i Technologii Drewna Uniwersytetu Przyrodniczego w Poznaniu
Wydział Leśny i Technologii Drewna Uniwersytetu Przyrodniczego w Poznaniu – jeden z sześciu wydziałów Uniwersytetu Przyrodniczego w Poznaniu.

## Historia
Wydział powstał 1 września 2020, wskutek połączenia wydziałów: Leśnego oraz Technologii Drewna, zgodnie z zarządzeniem Rektora UPP.

## Kierunki kształcenia

### Studia I stopnia
Dostępne kierunki:
- Leśnictwo (studia inżynierskie)
- Projektowanie mebli (studia inżynierskie)
- Technologia drewna (studia inżynierskie)

### Studia II stopnia
Dostępne kierunki:
- Leśnictwo
- Ochrona przyrody i edukacja przyrodniczo-leśna
- Projektowanie mebli
- Technologia drewna
- Wood Science MSc

### Studia podyplomowe
Dostępne kierunki:
- Bezpieczeństwo i higiena pracy w leśnictwie
- Drewno i tworzywa drewnopochodne w budownictwie
- Hodowla lasu I
- Hodowla lasu II
- Podstawy gospodarki leśnej
- Bezpieczeństwo pożarowe budynków i konstrukcji drewnianych
- Technika, inżynieria i ochrona przeciwpożarowa w leśnictwie
- Komputerowo zintegrowane projektowanie i wytwarzanie mebli
- Zarządzanie przedsiębiorstwem w leśnictwie i ochronie przyrody
- Gospodarka finansowa w Lasach Państwowych
- MBA - Menedżer gospodarstwa leśnego
- Zarządzanie ryzykiem w otoczeniu drzew – monitoring, diagnostyka, pielęgnacja
- Gospodarka łowiecka i ochrona zwierzyny

## Władze Wydziału
W kadencji 2020–2024:
| Stanowisko              | Imię i nazwisko                        |
| ----------------------- | -------------------------------------- |
| Dziekan                 | prof. dr hab. inż. Piotr Łakomy        |
| Prodziekan ds. finansów | prof. dr hab. inż. Krzysztof Adamowicz |
| Prodziekan ds. studiów  | dr hab. inż. Robert Kuźmiński          |
| Prodziekan ds. studiów  | dr hab. inż. Edward Roszyk             |
| Prodziekan ds. studiów  | dr hab. inż. Janusz Szmyt              |

## Struktura organizacyjna
Wydział składa się z następujących jednostek organizacyjnych:
| Jednostka                                       | Kierownik                                 |
| ----------------------------------------------- | ----------------------------------------- |
| Katedra Botaniki i Siedliskoznawstwa Leśnego    | prof. dr hab. inż. Dorota Wrońska-Pilarek |
| Katedra Chemicznej Technologii Drewna           | dr hab. inż. Beata Doczekalska            |
| Katedra Chemii                                  | prof. dr hab. Izabela Ratajczak           |
| Katedra Ekonomiki i Techniki Leśnej             | prof. dr hab. inż. Krzysztof Adamowicz    |
| Katedra Entomologii i Fitopatologii Leśnej      | prof. dr hab. inż. Piotr Łakomy           |
| Katedra Hodowli Lasu                            | dr hab. inż. Wojciech Kowalkowski         |
| Katedra Inżynierii Leśnej                       | prof. dr hab. inż. Andrzej Czerniak       |
| Katedra Łowiectwa i Ochrony Lasu                | prof. dr hab. inż. Maciej Skorupski       |
| Katedra Meblarstwa                              | dr hab. inż. Tomasz Rogoziński            |
| Katedra Mechanicznej Technologii Drewna         | prof. dr hab. inż. Radosław Mirski        |
| Katedra Nauki o Drewnie i Techniki Cieplnej     | dr hab. inż. Edward Roszyk                |
| Katedra Obrabiarek i Podstaw Konstrukcji Maszyn | prof. dr hab. inż. Andrzej Krauss         |
| Katedra Urządzania Lasu                         | prof. dr hab. inż. Roman Jaszczak         |
| Katedra Użytkowania Lasu                        | dr hab. inż. Arkadiusz Tomczak            |
| Ogród Dendrologiczny                            | dr inż. Tomasz Maliński                   |